# Алексей Аристин
Алексе́й (Але́ксий) Аристи́н (греч. Ἀλέξιος Ἀριστηνός; умер после 1166 года) — великий эконом Константинопольской церкви, византийский канонист, автор толкований на «Синопсис» (сборник канонов) Стефана Эфесского.

## Биография
Получил юридическое образование в Греции, был вызван в Константинополь императором Иоанном II Комнином. Так как Алексей имел сан диакона, то по церковным канонам не мог совмещать государственные и церковные должности (он был одновременно номофилаксом, орфанотрофом, дикайодотом и великим экономом Патриаршей Церкви). По требованию церковного собора 1157 года он оставил светские должности и остался лишь в должности великого эконома.
Около 1130 года по поручению императора Алексей сделал толкование на сборник церковных канонов «Синопсис», составленный Стефаном Эфесским. Существует дискуссия кто был первым толкователем Синопсиса — Алексей Аристин или Иоанн Зонара. С XIX века преобладает мнение, что толкование Алексея было сделано первым.
Поскольку «Синопсис» является кратким сборником правил, то в работе над толкованием Алексей использовал полные тексты канонических норм, включая в свою работы выдержки из них. В ряде случаев он делал ссылки на светские законы, регулирующие церковные вопросы. Толкование Алексея Аристина отличается буквализмом, без анализа каких-либо казуистических тонкостей. В его работе отмечены правила, вышедшие из употребления и те, которые применяются лишь в отдельных поместных церквях.
Толкование Алексея Аристина получили широкое распространение, несмотря на то что после него свои толкования церковных канонов делали Иоанн Зонара и Феодор Вальсамон. Наряду с ними толкования Алексея приводились в сборниках для пояснения текста канонического правила. Особое значение толкование на Синопсис Алексея Аристина имеют для истории русского церковного права так как именно они вошли в первую (каноническую) часть русской печатной «Кормчей». Митрополит Филарет отмечал: «Текст славянской кормчей книги во многих случаях неудовлетворителен, частию по несовершенству славянского перевода, частию по несовершенству самаго сокращения Аристинова, не всегда точно представляющаго смысл полных правил». В переводе на русский язык толкования Алексея Аристина были изданы в 1876 году московским обществом любителей духовного просвещения.

## Издания
- Patrologiæ Græca. Том 133 — Paris: J.-P. Migne, 1864. — Столб. 63–112.